# Armures (Saint Seiya)
Pour les articles homonymes, voir Armure.
 (novembre 2023).
Si vous disposez d'ouvrages ou d'articles de référence ou si vous connaissez des sites web de qualité traitant du thème abordé ici, merci de compléter l'article en donnant les références utiles à sa vérifiabilité et en les liant à la section « Notes et références ».
Pour un article plus général, voir Saint Seiya.
Dans l’univers du manga Saint Seiya et de ses séries d’animation dérivées, les Armures (Cloths en anglais) est le nom générique, dans la version française, donné aux protections utilisées par les combattants et les dieux.

## Description
Il existe plusieurs catégories d'armures, selon la résistance et le niveau de protection offerte, ainsi que l’origine du combattant ou du dieu qui la porte. Les armures ont également des caractéristiques qui leur sont propres et on sait, par exemple, que les armures utilisées par les Chevaliers au service d'Athéna sont en fait des entités vivantes, fonctionnant en symbiose avec leur porteur. Ces armures peuvent également se transformer et évoluer en fonction des réparations qu’elles subissent et de la puissance de leur porteur.
Ces protections, qui semblent être faites de métal plus ou moins brillant et chromé, se présentent initialement sous la forme d’un objet, d’un animal (ex : l'armure de Pégase) ou d'une statue (ex : l'armure d’Athéna). Cette forme, qui varie selon le type d’armure et est en général inspirée des mythologies anciennes ou des contes et légendes, est nommée totem par les fans du manga.
Les pièces du totem peuvent se détacher les unes des autres et, après diverses modifications et transformations, venir se déposer sur le corps du porteur pour former une véritable armure. Au début du manga, c’est le porteur lui-même qui doit démonter l’armure et la vêtir mais, au fur et à mesure des chapitres, l’ouvrage finit par adopter le mode opératoire de la série d’animation, dans lequel c’est l’armure qui vient se poser d’elle-même sur le porteur.
La plupart des types d’armure sont inutilisables sous leur forme de totem, bien que certaines soient utilisées comme boucliers temporaires, du fait de leur grande résistance. Les Sômas utilisées par les Titans ont cependant des totems représentant des armes et qui peuvent être utilisés en tant que telles.

## Types

### Armures humaines
- Armures (Cloths ou Habits sacrés) : elles sont portées par les défenseurs de la Déesse de la Guerre, Athéna. Chacune représente l’une des 88 constellations du ciel. Elles sont elles-mêmes de différents types :
  - Armures de Bronze (Bronze Cloths) : protections basiques et peu résistantes des Chevaliers de Bronze.
  - Armures d’Argent (Silver Cloths) : plus couvrantes que les précédentes, elles sont utilisées par les Chevaliers d'Argent.
  - Armures d’Or (Gold Cloths) : placées sous les signes des douzes constellations du Zodiaque, elles sont réservées aux Chevaliers d'Or, et procurent une protection intégrale. De loin les plus résistantes de toutes les armées divines, elles sont quasi-indestructibles.

Elles sont constituées d’un alliage de gammanium, d’orichalque et de poussière d’étoile ; elles ont été élaborées par les alchimistes du continent de Mu. Leurs descendants ont la capacité de les réparer : les Chevaliers d'Or du Bélier Mû (Les Chevaliers du Zodiaque), Shion (Saint Seiya: Next Dimension et Saint Seiya: The Lost Canvas), Kiki (Saint Seiya Omega), et le Chevalier d'Argent de L'Autel, Hakurei.
Dans le manga Saint Seiya: Next Dimension, on découvre une 13e armure d'or, appartenant au légendaire chevalier d'or d'Ophiuchus.
- Armures de la Couronne Solaire (Corona Cloths) : ces quatre armures sont possédées par les Guerriers d'Abel et procurent une protection presque intégrale, et semblent aussi solides que les Armures d’Or. Leurs constellations sont : Carène, Chevelure de Bérénice, Lynx et Éridan.
- Armures Divines (God Cloths) : stade ultime de l’évolution d’une Armure. Les cinq principaux Chevaliers de Bronze du XXe siècle — Seiya, Hyôga, Shiryû, Shun et Ikki — portent leurs armures à ce stade lors de leur intrusion d'Elysion pour sauver Saori.
- Écailles (Scales) : portées par les Marinas, les guerriers au service de Poséidon. Représentent des créatures marines et/ou mythologiques.
- Robes Divines (God Robes) : appelées à tort « Armures Divines » (par confusion avec les God Cloths) dans la version française de la série d’animation. Elles sont l’apanage des défenseurs du dieu Odin. Leurs totems sont inspirés des légendes de la mythologie scandinave.
- Surplis (Surplices) : protections des Spectres au service d’Hadès. Leur forme totémique est souvent similaire à des créatures fantastiques, cauchemardesques ou des monstres souterrains.
- Gloires (Glories) : protègent les Anges au service des dieux de l’Olympe. Elles sont inspirées des héros grecs antiques seulement dans le film Tenkai-hen Joso: Overture et Saint Seiya: Next Dimension.
- Armures d'Acier (Steel Cloths) : protections créées par la science et la mécanique au sein de la Fondation Graad ; elles sont portées par des humains, et elles offrent des pouvoirs spécifiques comme renvoyer les attaques. La première génération d'armures en comprenait trois (Air, Terre, Mer), la deuxième génération, apparue dans Saint Seiya Omega, en comporte un grand nombre, mais elles sont toutes identiques, à part la couleur.

### Armures des dieux
- Kamuis : elles sont utilisées par les dieux olympiens.
- Sômas : portées par les Titans. Il s’agit en fait des armes données par la déesse mère Gaia et avec lesquelles ils renversèrent le tyran Ouranos (dans l’Épisode G).
- Ars Magna : portées par les dieux originaux (Pontos, etc.) (dans l’Épisode G).
- Adamas : Elles sont utilisées par les Gigas/Géants dans le roman Gigantomachia.